# Болашак (Мангистауская область)
Болашак (каз. Болашақ) — село в Каракиянском районе Мангистауской области Казахстана. Административный центр сельского округа Болашак. Код КАТО — 474235100.
Образовано в 2012 году на базе железнодорожной станции Болашак. Административно в состав села также входят разъезды Бесторткул, Курмаш и Тайгыр.
Болашак — пограничная железнодорожная станция, расположенная на участке «Жанаозен — Берекет II» железной дороги Казахстан — Туркменистан — Иран, восточной ветке международного транспортного коридора Север — Юг.
Торжественно открыта 11 мая 2013 года президентам Казахстана Нурсултаном Назарбаевым и главой Республики Туркменистан Гурбангулы Бердымухамедовым. Название в переводе означает «Будущее».
В декабре 2014 года на станции проживало около 500 человек, в основном железнодорожники. По будням ходил поезд «Жанаозен — Болашак». Социальная инфраструктура была представлена врачебной амбулаторией, несколькими детскими площадками, баней, пекарней, столовой и магазином.